# Eufêmio de Constantinopla
Eufêmio de Constantinopla (português brasileiro) ou Eufémio de Constantinopla (português europeu) (em grego: Εὐφήμιος; romaniz.: Euphémios) foi o patriarca de Constantinopla entre 490 e 496 Teófanes o chamou de Eutímio. Antes de sua indicação, ele era um presbítero em Constantinopla, administrador de um abrigo para os pobres em Neápolis, sem nenhuma indicação de tendências eutiquianas e descrito como sendo muito erudito e virtuoso. Eutímio morreu em 515

## Cisma Acaciano
Em 482, o imperador bizantino Zenão publicou um édito chamado Henótico, que proibia, em discussões teológicas, que se utilizassem quaisquer critérios que não fossem os definidos no primeiro concílio de Niceia e no primeiro concílio de Constantinopla - desprezando o concílio de Calcedônia -, cuidadosamente evitando qualquer menção às duas naturezas de Cristo e se utilizava de uma fórmula ambígua com o objetivo de reconciliar os monofisistas com a ortodoxia. Apesar de seus esforços, o Henótico acabou desagradando tanto aos monofisistas quanto aos ortodoxos. Porém, Acácio em Constantinopla, Pedro Mongo, o patriarca de Alexandria, Pedro, o Pisoeiro, o patriarca de Antioquia, e Martírio, o patriarca de Jerusalém, o assinaram. O Papa Félix III convocou um sínodo em Roma em 484, com a presença de 67 bispos, e condenou o decreto do imperador, além de depor e excomungou Acácio, Pedro Mongo e Pedro, o Pisoeiro. Acácio respondeu retirando o nome de Félix dos dípticos (o que equivalia a excomungá-lo) e perseguindo os ortodoxos em Constantinopla, iniciando um cisma que duraria 34 anos conhecido como "cisma acaciano". Quando ele morreu, Fravita, seu sucessor, tentou também ser reconhecido em Roma e falhou, pois ele não quis abrir mão de sua comunhão com Pedro Mongo.
Eufêmio imediatamente reconheceu o concílio de Calcedônia, restaurou o nome do papa nos dípticos e rompeu com Pedro Mongo, que morreu em outubro do mesmo ano de sua ascensão ao trono episcopal. Assim, ele mostrou um desejo real de sanar o cisma com Roma . Porém, ele se recusou a retirar o nome de seus dois predecessores (Acácio e Fravita) dos dípticos, onde eles ainda apareciam listados entre os fiéis, enquanto que Félix insistia que heréticos e seus patrocinadores não deveriam receber orações publicamente. Eufêmio tentou novamente a conciliação com o Papa Gelásio I, mas o problema com os predecessores permaneceu sem solução. O patriarca não poderia remover seus nomes sem provocar um embaraço ou insultar os que tinham sido batizados ou ordenados por eles. Gelásio concedeu que, em circunstâncias diferentes, ele teria escrito para anunciar sua eleição, mas observou amargamente que o costume só era válido entre dois bispos que estavam unidos em comunhão e que ele não deveria ser estendido para aqueles que, como Eufêmio, preferiam uma estranha aliança em detrimento de uma com São Pedro. Ele concedeu também remediação para todos os que tivessem sido batizados ou ordenados por Acácio.
Teodorico, o Grande, tinha se tornado o senhor da Itália e, em 493, enviou Faustus e Irineu ao imperador Anastácio I Dicoro para pedir paz. Durante a estadia do par em Constantinopla, eles receberam reclamações dos gregos contra a Igreja de Roma, que eles depois relataram ao papa. Eufêmio defendeu ainda que a condenação de Acácio por apenas um prelado era inválida, pois seria necessário um concílio geral para excomungar um bispo metropolitano de Constantinopla.
O cisma só se encerraria em 519, quando João da Capadócia e o Papa Hormisda, sob o imperador Justino I, selaram a paz e a reconciliação entre as igrejas após as famosas "Aclamações de Constantinopla".

## Relações com o imperador
Antes da ascensão do imperador Anastácio I, Eufêmio tinha feito com que ele assinasse uma confissão de fé e, eventualmente, ele acabaria em desgraça com o imperador. Conforme prosseguia a Guerra Isaura, Eufêmio foi acusado de traição por ter supostamente revelado os planos do imperador aos adversários. Um soldado, por ordem do imperador ou para ganhar pontos com ele, sacou sua espada e ameaçou Eufêmio em frente à sua sacristia, mas foi detido por um atendente. O imperador desejava ainda escapar da confissão feita anteriormente, algo que Eufêmio se recusou a permitir e, por isso, Anastácio reuniu os bispos da capital e acusou formalmente o patriarca, a quem, servilmente, eles excomungaram e depuseram. Inicialmente, o povo se recusou a abandonar o patriarca, mas acabou cedendo aos desejos do imperador.
Enquanto isso, Eufêmio, temendo por sua vida, buscou santuário no batistério e se recusou a sair de lá até que Macedônio II - o novo patriarca eleito - prometesse, em nome do imperador, que nenhuma violência lhe seria cometida até que ele fosse exilado. Com algum respeito pela dignidade de seu antecessor caído, Macedônio pediu que lhe retirassem o seu recém-conseguido pálio e se vestiu como um simples presbítero, "não ousando vestir" sua insígnia perante o seu legítimo dono. Após algumas conversas, Macedônio (que depois seguiria Eufêmio ao mesmo lugar no exílio pelas mãos do mesmo imperador) entregou-lhe os proventos de um empréstimo que ele tinha feito para ajudá-lo em suas despesas. Eufêmio foi exilado na Ásia Menor e morreu em 515, em Ancira. Ele foi reconhecido no final como tendo sido um fiel patriarca por seus pares no oriente, incluindo Elias de Jerusalém, o patriarca de Jerusalém, e por Flaviano II de Antioquia.